# Kríkellon (ort i Grekland)
Kríkellon (Krikello) är en ort i Grekland.   Den ligger i prefekturen Nomós Evrytanías och regionen Grekiska fastlandet, i den centrala delen av landet, 180 km nordväst om huvudstaden Aten. Kríkellon ligger 974 meter över havet och antalet invånare är 161.
Terrängen runt Kríkellon är huvudsakligen kuperad, men västerut är den bergig. Kríkellon ligger nere i en dal. Runt Kríkellon är det mycket glesbefolkat, med 5 invånare per kvadratkilometer. Närmaste större samhälle är Karpenísi, 14,7 km norr om Kríkellon. 